# Merope (D'Annunzio)
Merope. Canti della guerra d'oltremare è un libro di poesie di Gabriele D'Annunzio. È considerato il quarto volume delle Laudi del cielo, del mare, della terra e degli eroi. Il sottotitolo deriva dal fatto che essa è principalmente la celebrazione della guerra italo-turca per il possesso della Libia.

## Vicende editoriali
L'opera fu scritta da d'Annunzio nel 1912 per celebrare l'impresa italiana in Libia, tuttavia una delle dieci canzoni dell'opera: Canzoni dei Dardanelli, fu giudicata di stampo razzista, e dunque censurata, a causa di una violenta invettiva rivolta contro l'Austria-Ungheria a quell'epoca parte come l'Italia della Triplice Alleanza, oltre che contro l'Impero ottomano.
ed or sorride livido di bile

col ceffo nella sua birra sanguigna,
l’invasor che sconobbe ogni gentile

virtù, l’atroce lanzo che percosse

vecchi e donne col calcio del fucile,
il saccardo che mai non si commosse

al dolore dei vinti e lordò tutto

del fango appreso alle sue suola grosse,
(...)
Egli è l’angelicato impiccatore,

l’Angelo della forca sempiterna.

Mantova fosca, spalti di Belfiore,

fosse di Lombardia, curva Trieste,

si vide mai miracolo maggiore?
La schifiltà dell’Aquila a due teste,

che rivomisce, come l’avvoltoio,

le carni dei cadaveri indigeste!
Altro portento. Il canapo scorsoio

che si muta in cordiglio intemerato

a cingere il carnefice squarquoio
mentre ogni notte in sogno è schiaffeggiato

da quella mozza man piena d’anelli

che insanguinò la tasca del Croato!
(...)
Oh Alleanza mistica, salute!

Cantar voglio le tre sotto il posticcio

turbante auguste Podestà chercute
e d’austriaco sevo unto il molliccio

soldan che ascolta il suo martirologio

col bianco pelo irto per raccapriccio.»
L'opera fu ripubblicata integralmente nel 1915, nel mezzo della prima guerra mondiale. Anche in questo periodo l'opera fu giudicata razzista.

## Contenuto e temi
Le canzoni in terzine celebrano le vicende storiche e semi-leggendarie dell'impresa dell'Italia in Libia nei primi anni del 1900. Cantando ciò, D'Annunzio, come nei precedenti libri delle Laudi, traccia intermezzi che alludono ad alte imprese italiane compiute nel Medioevo, piangendo ad esempio la caduta di Costantinopoli ad opera dei Turchi, oppure la vicenda della sconfitta di questi a Lepanto.
I temi sono puramente di stampo bellico e patriottico, nonché pieni di riferimenti culturali all'epica e all'arte della poesia. Infatti d'Annunzio fa molte allusioni, per quanto riguarda la canzone dei Dardanelli, alle battaglie combattute dalla Grecia contro Troia nell'Iliade.

## Componimenti
- La canzone d'oltremare
- La canzone del sangue
- La canzone del Sacramento
- La canzone dei trofei
- La canzone della diana
- La canzone d'Elena di Francia
- La canzone dei Dardanelli
- La canzone di Umberto Cagni
- La canzone di Mario Bianco
- L'ultima canzone